# Immatérium
Az Immatérium (vagy másként hipertér, „éter”, vagy „földöntúli”) egy alternatív dimenzió a Warhammer 40 000 univerzumában.
Nagyvonalakban ez a Warhammer 40 000 megoldása a fénysebesség feletti utazásokra, hasonló dolog a népszerű sci-fik hiperűr elképzeléseihez. Mivel az Immatérium fizikai törvények nélküli, pusztán energiából álló terület, ezért a fénysebesség feletti utazás lehetséges benne.
Az Immatériumot felépítő energiáról úgy tartják, hogy az érzelmek egyenes eredménye. Az anyagi világ sötét kivetülése, a káosz óceánja, nyers érzelmekből álló forma. Érzelmek és tettek által alakítva az Immatérium a Káosz birodalma, a sötét istenek és követőik otthona. Egyesek szerint a halottak lelkeinek is otthont ad, ezért a Warhammer 40 000 világában ezt tarthatjuk az alvilágnak.

## Utazás a Hipertérben
Bár távol áll az ideális megoldástól, de az Immatérium használható fénysebesség feletti utazásra, illetve kommunikációra. Hatalmas energia szükséges ahhoz, hogy egy jármű belépjen az Immatériumba, és ha már benne van, akkor gyakran az ezt a dimenziót felépítő áramlatok és örvények határozzák meg sorsát.
Az idő lassabban telik odabent mint az anyagi világban, ez is egyfajta sztázis. A valós világban az utazás hónapokat vagy akár éveket venne igénybe, míg az Immatériumban az utasok számára csupán hetek telnek el. Az időzítés azonban az Immatérium természetéből adódóan kiszámíthatatlan, és néha erősítést szállító flották lépnek úgy ki a hipertérből, hogy a háború ahova küldték őket már rég elveszett, vagy még el sem kezdődött.

### Feltételek
Több dolog szükséges az Immatériumban való utazáshoz. A legfontosabb ezek közül az ún. Gellar mező, mely egy pszichikus gát, amely a hajót védi. Ezen ősi techno-mágia nélkül a hipertérben utazó lelkek ki lennének téve a területet benépesítő démonoknak és teremtményeknek.
Több fényéves ugrásokhoz már egy Navigátornak nevezett mutáns psykerre is szükség van a fedélzeten. Ezek a navigátorok látják az Immatérium áramlatait, és így képesek a hajót sokkal pontosabban kormányozni, mint az átlagos emberek. Ehhez a navigátoroknak szükségük van egy stabil útjelzőre, melyet a Császár által sugárzott Astronomican nyújt nekik. A galaxis nagyon távol eső területei azonban már túl messzire esnek az Astronomicantól, ezért ezeket a területeket az emberek inkább elkerülik.
A Káosz követői nem alkalmaznak navigátorokat, ehelyett megvan a saját módszerük a tájékozódásra. Egy korai regényben („Az Iszonyat Szeme”) egy az Iszonyat Szemében több idő eltöltött űrutazó egy az Astronomicant már nem látó navigátornak arról beszél, hogy hittel is lehet kormányozni, mivel a hipertér pszichikus energiából tevődik össze. Ezért az olyan pilóta, aki képes az érzéseit és gondolatait úticéljára összpontosítani, az képes a hiperteret magát úgy alakítani, hogy az elvezesse a célhoz. A Káosz követői ezen felül alkalmaznak démonokat is, akár a pilótában, akár magában a hajóban hogy átvezesse őket a hipertéren. Ezek természetes otthona a hipertér, de néha sokkal veszélyesebbek mint, amennyi hasznot hajtanak.

### Veszélyek
Az Immatérium utazás szempontjából közel sem veszélytelen. Hatalmas áramlatok és viharok a galaxis feltérképezetlen részeibe taszíthatnak csillaghajókat, és néhány helyet egyszerűen megközelíthetetlenné tehetnek. Évszázadokig tartó hiperviharok szektorokat szigetelhetnek el, és emiatt egész flották vesztegelhetnek tétlenül a valós világban. Még rosszabb, ha a hajók az Immatériumban ragadnak, mely iszonyatos sors az utasoknak, akik az ördögi dimenziót benépesítő teremtmények játékszereivé válnak. Néha egy-egy hajó úgy jön elő a hipertérből, hogy a való világban évszázadok teltek el, miközben ők ezt csupán néhány napnak érezték, miközben egyesek nyomtalanul eltűntek. A hipertéren átutazó hajók az itt tanyázó lények állandó támadásainak vannak kitéve. Ha egy hajó Gellar mezője meghibásodik, akkor a hajót és az utazókat a hipertérbeli teremtmények és a tiszta energia számunkra elképzelhetetlen módon szétszaggatják.

### A „Gyors folyó” hasonlat
Az Impériumban általános használt hasonlat a hipertér működésére, hogy az Immatériumot egy gyors folyóhoz hasonlítják, mely egy mozdulatlan árokban - a valóságban – nagy sebességgel mozog. Egy vízbe dobott levél a víz felszínén az áramlattal együtt úszik tova, gyorsabban, mint az árok partján sétáló ember. A levél egészen addig úszik az áramlattal, míg valahol meg nem akad (Warhammer 40.000: Rogue Trader).

### Tyranidák és a „Hipertéri Árnyék”
A Kraken nevű Kaptárflottával való találkozás bebizonyította, hogy a Kaptártudat (az a titokzatos valami, mely láthatólag az egész tyranida fajt irányítja) befolyással van a hipertéri utazásra, amikor is több, a Kaptárflotta elől menekülő űrjármű megmagyarázhatatlan módon letért a helyes irányról.

## A Káosz birodalma
Ismert, hogy a Káosz erői és szolgái lakják az Immatériumot. Démonok csak az Immatériumban létezhetnek, bár néha a megfelelő körülmények megléte esetén a valós világban is megjelenhetnek. Az Immatériumból nyerik erejüket a négy Káosz istenség (Khorne: a Vér Istene, Slaanesh: az Élvezet Sötét Hercege, Tzeentch: a Sors Szövője, Nurgle: a Sorvadás Ura) követői is, akik mindent elkövetnek, hogy erejüket növeljék.
A Káosz erői mellett az Immatériumot más furcsa lények is lakják, elsősorban az Igázók. Ezek az érző lények rémálmaiból energiát nyerő hiperteret cápákként lovagolják meg. Több formában is előfordulnak, tudattalan ragadozóként védtelen lelkekre vadászva.

## A lélek birodalma
Az Immatérium a lélek dimenziója, mely a halandó lények érzelmeiből és tetteiből alakult ki. Minden halandó lény lelke egy lenyomatot hagy az Immatériumban, és bár ezen lenyomatok önmagukban elhanyagolhatók, ha egy egész faj lélek-lenyomatai egyesülnek, az óriási befolyással bír a hipertér természetére. (Ez magával vonja azt, hogy az Impérium önmagában nem kaotikus, de az anyagi világ káosza és a háborúi által olyanná vált.) Ha egy érzés vagy hit elég erőteljessé növi ki magát, akkor a hipertér részévé válik. Ezen dolgok azonban eltűnhetnek, ha az őket indukáló érzelem megszűnik, de a legerősebbek önfenntartóvá válnak. Ezen lények legerősebbjei aztán istenekké válhatnak, melyek egy-egy csoporthoz – Káosz, elda, Ork és Ember – kötődnek.

### Psykerek
A pszichikus képességekkel bíró egyének erejüket a hipertérből veszik, és amikor ilyesmit tesznek, akkor azok az Immatérium démonait és teremtményeit a psyker elméjéhez vonzzák. Ezek a psyker védtelen elméjét arra használják, hogy utat törjenek az anyagi világba. Ha ez megtörténik, akkor gyakran láncreakció lesz az eredmény, melynek során az egyébként pszichikusan nem fogékony egyének is a támadások célpontjai lehetnek. A képzettebb psykerek képesek ellenállni ennek, de az Inkvizíció legnagyobb félelme pont ez, illetve az a tény, hogy a túlságosan erős elmék akár irányíthatják is a hipertéri lényeket. A Káosz hipertéri befolyása miatt ezek az egyének a legtöbbször megalománok, a démonok és a hipertér erejét saját céljaikra felhasználva.

## Átfedések a hipertér és az anyagi világ között
Egyes esetekben az Immatérium birodalma betörhet az anyagi világba. Ezen területek gyakran a valaha halandó, de már a Káosz követőinek világai, illetve gyakran titáni összecsapások helyszínei is.
A legismertebb ilyen helyek:
- Iszonyat Szeme: amikor az Eldar faj miatt megszületett Slaanesh, akkor keletkezett, és most az áruló Káosz Űrgárdisták és követőik otthona
- Maelstrom
- Császár Haragjának Vihara
- Van Grothe
- Perdus hasadék

### Hipertéri viharok
Az anyagi világ területei is ki vannak téve az Immatérium háborgásainak. Ezek a viharok képesek elszigetelni egész csillagrendszereket és szektorokat egymástól, ezáltal ellehetetlenítve az Impérium közlekedését és kommunikációját. A viharok bármeddig tarthatnak, hetekig vagy évszázadokig, és egyik pillanatról a másikra képesek betörni az anyagi világba, átfedéseket hozva létre a dimenziók között.

## A hipertér irányítása
Több oka is van annak, ha végül a hipertér nem falja fel az anyagi világot, vagy fordítva:
- Tzeentch, az Emberiség Császára, vagy a "Numen" néven ismert teremtmény (Ian Watson trilógiájából)
- A Necronok anti-pszi technológiája
- A fizika törvényei
- Ahogyan a hipertér benyomul a valós térbe, a valós tér is benyomul a hipertérbe, mint például az Iszonyat Szeménél (mely stabilabb a hipertérnél). A hipertér és a valós tér sosem helyettesítheti egymást, technikailag csak megfertőzhetik egymást és keveredhetnek. Ezért az egyensúly mindig fennmarad, csak más és más állapotokban.

Azt is meg kell jegyeznünk, hogy a hipertéri utazás és a psykerek gyengítik a valós/hipertéri gátat (a pszichikus aktivitás gyakran egy gyenge pont). Ezek alapján azt gondolhatjuk, hogy ha a hipertérhez nem próbálnának a valós térből hozzáférni, akkor a két dimenzió egymástól teljesen különálló lehetne.
Úgy tűnik, az Immatérium csak és kizárólag a galaxisunkkal áll összefüggésben (habár a tyranida dolog felvet pár kérdést). Ezek szerint vagy léteznek más galaxisoknak is saját hipertéri tükörképeik, vagy a hipertér kiterjed más területekre is, viszont ebben az esetben megfelelő lelkek híján démonok sem létezhetnek ott.
Tehát a hipertér extradimenzionális lényei a valós világ lényeinek lelkeiből tartják fenn magukat. De mi van akkor, ha a valós világ összeomlásával megszűnne az élet? A Necron kódexben meg van említve, hogy a hipertér valaha a tiszta energia egy nyugodt területe volt, de a kontrollálatlan pszichikus aktivitás és érzelmek átalakították a hiperteret az őrület és veszély birodalmává. A dolog iróniája, hogy ha azok a hipertéri lények, akik el akarják pusztítani a galaxist sikerrel járnának, akkor megszűnnének azok a feltételek, amelyek alapján ők is létezhetnek. Talán ez is a céljuk…
A kivételek a Káosz istenei. Eredetileg halandó lények érzelmei által szülve, ezek a lények elértek a hatalom egy olyan szintjére, ahol a hatások már megfordultak. Ugyanis képesek halandó lényekben érzelmeket kelteni.

## Hipertéri lények
Az Igázók olyan idegen lények, melyek az Immatériumot lakják. Pszirénnek is nevezik őket, Krellnek, Dominátornak, vagy Bábosoknak. Az Igázók az Immatérium áramlataival úsznak, és más lények pszichikus kisugárzása vonzza őket. Miután ráakadtak egy megfelelő psykerre, egy parazita kapcsolatot alakítanak ki vele, mely néhány nap elteltével a psykert egy irányított hipertéri kapuvá változtatja, hogy még több Igázó léphessen be az anyagi világba gazdatestet keresni magának.
Óriási hatásuk volt a galaxisra, mely katasztrofális következményekkel járt, és mely az Igázó Ragály elnevezést kapta. A „Háború a Mennyekben” néven ismert események következményeként az Immatérium nagymértékben destabilizálódott és az Igázók átözönlöttek az anyagi világba. Az Öregeket kiirtották és majdnem minden élet megszűnt a galaxisban. Ez érintette a C’tanok táplálékforrását jelentő élőlényeket is, ezért a C’tanok Necron seregeikkel együtt hibernálták magukat, a galaxis újbóli benépesüléséig.
Az Igázók teste egy gömb alakú részből és csápokból áll. Akaratuk szerint változtathatják a színüket , és a föld felett három méterrel lebegnek.